# Walter Hillbring
Walter Victor Hillbring (* 20. Septemberjul. / 2. Oktober 1890greg. 1890 in Riga; † 1964 in München) war ein deutschsprachiger Chansonnier, Schauspieler und Kabarettist.

## Leben
Nach dem Besuch der Realschule studierte Hillbring ab 1909 Architektur am Polytechnikum in seiner Geburtsstadt Riga. Sein eigentlicher Wunsch nach einem Gesangsstudium wurde von seiner Mutter abgelehnt. Er lernte den früh erblindeten Kabarettisten Peter von der Osten-Sacken (1887–1936) kennen und unterstützte ihn als Führer und Gehilfe.
1919/1920 kam Hillbring nach München und wurde zu einem Auftritt im dortigen Kleinkunstlokal Simpl überredet (wo auch Osten-Sacken hauptsächlich auftrat). Sein Vortrag der Lustigen Gesellen von Robert Schumann traf auf positive Reaktionen, so dass er engagiert wurde. Er war bekannt dafür, dass er zum Leidwesen der Bühnenleiterin Kathi Kobus die Bühne wieder verließ, wenn ihm das Publikum nicht gefiel. 
Hillbring blieb der Szene dauerhaft verbunden, so wurde 1949 in Schwabing sein 30-jähriges Kleinbühnen-Jubiläum gefeiert. Neben Deutsch sang er auch auf Französisch, Italienisch und Russisch. Gelegentlich gab er eigene Konzerte. Neben dem Gesang war er als Conférencier und Sketch-Dichter für Film und Rundfunk sowie als Übersetzer tätig.
Am 29. August 1935 heiratete er Maria Gräfin von Maltzan. Die Ehe wurde bereits 1940 wieder geschieden.
Nach dem Zweiten Weltkrieg engagierte sich Hillbring als Mitinitiator der Rekonstruktion des abgebrannten Chinesischen Turms in München.
1955 berichtete die Süddeutsche Zeitung anlässlich seines 65. Geburtstages über Hillbring. Demnach wirkte er immer noch an Rundfunksendungen mit, wenn es auch ruhiger um ihn geworden war. Während er früher in einem großen Atelier in der Münchner Georgenstraße gewohnt hatte, war er nun in einem einfachen Zimmer in der Bauerstraße untergebracht.
Hillbring starb 1964. Sein Grab befindet sich auf dem Münchner Nordfriedhof.

## Filmografie (Auswahl)
- Dreizehn Mann und eine Kanone  (1938)
- Drei wunderschöne Tage (1939)
- Ein Mann auf Abwegen (1940)
- Feinde (1940)
- Eifersucht ist eine Leidenschaft (1940)
- Das Mädchen von Fanö (1941)
- Skandal in der Botschaft (1950)

## Tonaufnahmen
- 1949: Brummlg'schichten 12 (Olf Fischer) – BR
- 1951: Molière: Der eingebildete Kranke (Sänger) – Regie: Walter Ohm (Hörspiel – BR)
- 1953: Abdallah und sein Esel (Käthe Olshausen) – BR
- 1953: Carl Zuckmayer: Ulla Winblad oder Musik und Leben des Carl Michael Bellmann – Regie: Walter Ohm (Hörspiel – BR/RB/SWF)
- 1954: Der Golem (Gustav Meyrink) – BR
- 1954: Garou – Garou (Hellmut von Cube) – BR
- 1954: Leonhard Frank: Die Ursache (Geschworener) – Regie: Walter Ohm (Hörspiel – BR)
- 1955: Das Unternehmen der Wega (Friedrich Dürrenmatt) – Regie: Walter Ohm - BR
- 1957: Der Besuch der alten Dame (Friedrich Dürrenmatt) – BR
- Ukrainischer Holzschnitt (3 tracks)
- Unvergängliches Schwabing – Lieder